# Louis de Fortia-Montréal
Pour les articles homonymes, voir Fortia.
 Louis de Fortia-Montréal (né vers 1618 à Avignon et mort à Carpentras le 26 avril 1661) est un ecclésiastique du comtat Venaissin qui fut successivement évêque de Cavaillon puis coadjuteur et évêque de Carpentras.

## Biographie
Louis est le fils cadet de Paul de Fortia-Montréal (1586-1661) seigneur de Montréal et capitaine de la galère de ce nom, et de Catherine de la Salle (+ 1626) fille de Clément et de Marguerite de Brancas. Il est ordonné diacre le 9 juin 1646 et nommé évêque de Cavaillon en septembre suivant par le pape Innocent X. Il est consacré par le cardinal Pierluigi Carafa senior.
Le 26 juin 1656 il est nommé coadjuteur de l'évêque non résident de Carpentras Alexandre Bichi à qui il succède sur le siège épiscopal le 25 mai de l'année suivante après nomination par Alexandre VII. Il meurt à Carpentras en 1661 et il est inhumé dans un tombeau situé à droite de l'entrée de la cathédrale Saint-Siffrein de Carpentras.